# 馬珍媛
馬珍媛（韓語：마진원），韓國電視劇編劇。

## 作品列表

### 電視劇
- 2004年：SBS《最後的舞請與我一起》
- 2010年：SBS《我是傳說》
- 2017年：OCN《Voice》[1]
- 2018年：OCN《Voice 2》
- 2019年：OCN《Voice 3》
- 2021年：OCN《Voice 4》

## 外部連結
- NAVER